# Gerald Carr
Pour les articles homonymes, voir Carr.
Gerald Paul Carr, dit Jerry Carr, (né le 22 août 1932 à Denver (Colorado) et mort le 26 août 2020 à Albany (État de New York)) est un astronaute américain.

## Biographie
Gerald Carr est né à Denver (Colorado) le 22 août 1932 mais a grandi à Santa Ana en Californie qu'il considérait comme sa ville natale. Il était le fils de Freda L. (Wright) et de Thomas E. Carr. Il était actif dans les Boy Scouts d'Amérique où il a atteint son rang le plus élevé, Eagle Scout. Officier dans l'United States Marine Corps (USMC), Carr est sélectionné en avril 1966 dans le 5e groupe d'astronautes de la NASA.
Membre de l'équipage de soutien de la mission Apollo 8, en décembre 1968, il est Capsule Communicator (CAPCOM) lors du vol Apollo 12, en novembre 1969. C'est ainsi lui qui converse avec l'équipage lors de la phase de décollage, quand la fusée est touchée par la foudre, sans conséquence pour le reste de la mission.
La même année, il est pressenti pour occuper le poste de pilote du module lunaire de la mission Apollo 19. Mais en septembre 1970, pour des raisons budgétaires, cette mission est annulée, de même que la mission Apollo 18. 
Gerald Carr est alors redirigé vers le programme Skylab, première station spatiale américaine.

### Vol réalisé

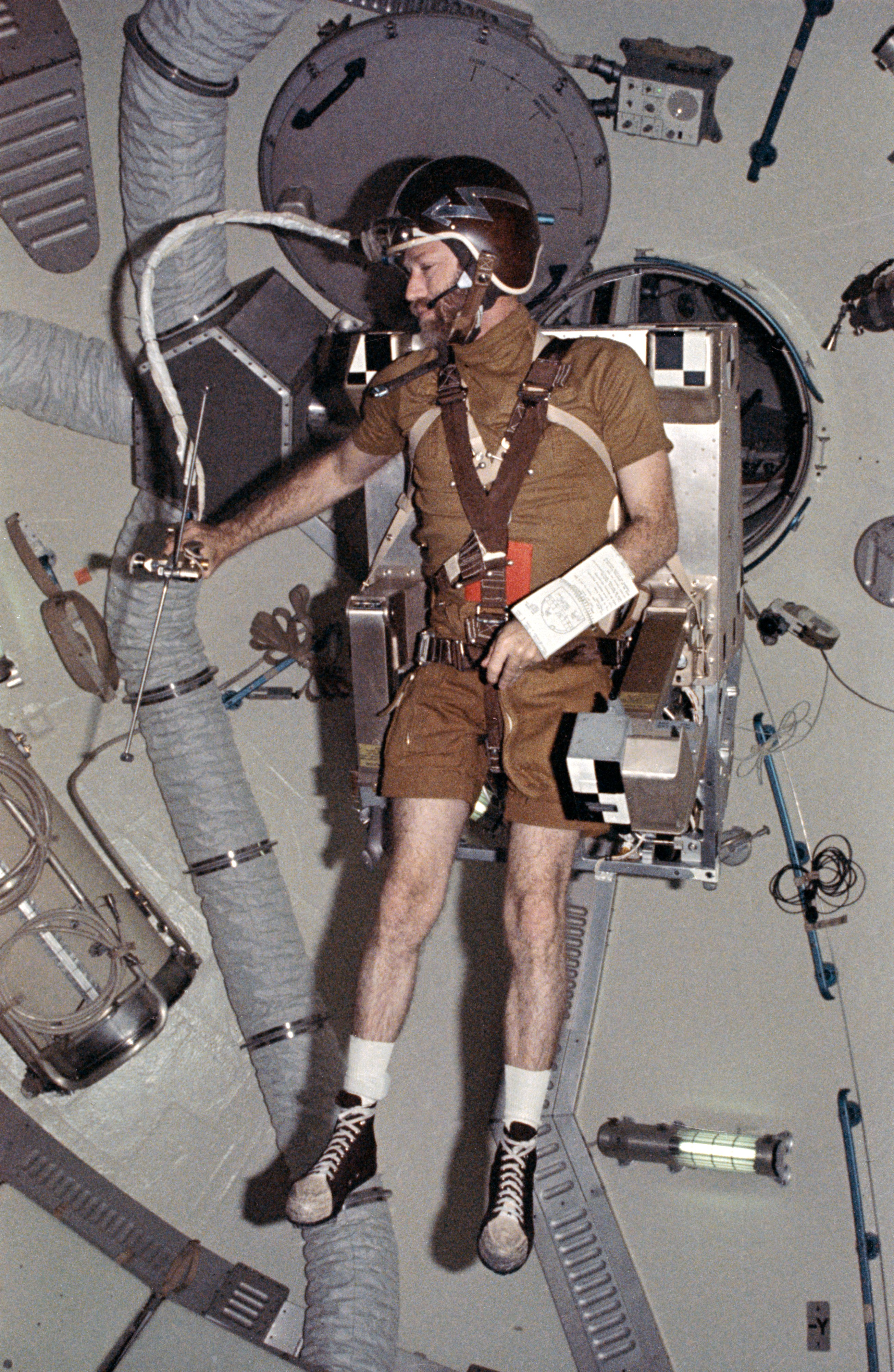
Le 23 décembre 1973, Gerald Carr expérimente l'AMU à l'intérieur de la station spatiale Skylab.

Gerald Carr ne réalise qu'un seul vol spatial, en qualité de commandant de la mission Skylab 4, qui démarre le 16 novembre 1973. Lors du retour, le 8 février 1974, l'équipage porte à plus de 84 jours le record de durée de vol dans l'espace. Ce record sera battu quatre ans plus tard par les Soviétiques (vol Soyouz 26) et il faudra attendre 1996 avant que le record national soit battu, en l'occurrence par Shannon Lucid (séjour de six mois à bord de la station spatiale russe Mir).
Au cours de sa mission, Gerald Carr expérimente l'Astronaut Maneuvering Equipment, à l'intérieur de la station : cet équipement est conçu pour qu'un astronaute puisse se déplacer dans l'espace sans être relié au vaisseau par un cordon ombilical. Les Américains ne l'utiliseront dans des conditions réelles que dix ans plus tard, en février 1984, lors du dixième vol de la navette spatiale (Manned Maneuvering Unit). 
Gerald Carr effectue par alleurs trois sorties extravéhiculaires, totalisant près de dix heures en dehors de la station.
L'astronaute quitte la NASA en 1977, alors que les Américains testent dans l'atmosphère leur tout nouveau vaisseau : la navette spatiale.

### Vie privée
Gerald Carr a épousé Joann Ruth Petrie, une camarade de lycée. Ils ont eu deux paires de jumeaux et six enfants au total. Ils ont divorcé et Gerry se maria avec Patricia Musick, une artiste et sculptrice, en 1979.